# Живинице
Живинице су градско насеље и сједиште истоимене јединице локалне самоуправе у сјевероисточној Босни и Херцеговини, који се налази јужно од Тузле. Административно припада Тузланском кантону Федерације Босне и Херцеговине. Према прелиминарним подацима пописа становништва 2013. године, у Живиницама је пописано 16.157 лица.

## Историја
На ширем подручју живјели су: Илири, Келти, Грци и Римљани. 
У седмом вијеку трајно се настањују словенска племена. Средњовековна територија Живиница била је у саставу Босанске државе до доласка Турака у Босну. Насеље Живинице као урбана средина настало је вјероватно у XVIII веку. Постојање првих средњовековних утврђења „Градина“ у Невренчи, „Град Јасичак“ изнад Башиговаца, „Џебарска градина“, „Град-Чаршија“ изнад Горње Вишће, указују на чињеницу да су околна насеља доста старог порекла.
Постоје три верзије о имену Живинице. Једна је верзија по М. Хаџијанићу која каже: Наишао сам на један турски документ из 1764. године у којем се спомињу Живинице и то дословно овако: „Живинице, звано Ускопчи, вјероватно (Осковци) у нахији Тузла“.

## Становништво
|                      | 2013.           | 1991.           | 1981.           | 1971.           | 1961.           |
| Укупно               | 16 157 (100,0%) | 11 947 (100,0%) | 7 957 (100,0%)  | 5 426 (100,0%)  | 4 022 (100,0%)  |
| Бошњаци              | 13 765 (85,20%) | 7 083 (59,29%)1 | 4 077 (51,24%)1 | 3 106 (57,24%)1 | 1 579 (39,26%)1 |
| Хрвати               | 1 334 (8,256%)  | 1 552 (12,99%)  | 1 475 (18,54%)  | 1 326 (24,44%)  | 1 221 (30,36%)  |
| Босанци              | 255 (1,578%)    | –               | –               | –               | –               |
| Роми                 | 187 (1,157%)    | –               | 12 (0,151%)     | 3 (0,055%)      | –               |
| Срби                 | 184 (1,139%)    | 1 597 (13,37%)  | 1 137 (14,29%)  | 815 (15,02%)    | 916 (22,77%)    |
| Муслимани            | 145 (0,897%)    | –               | –               | –               | –               |
| Неизјашњени          | 106 (0,656%)    | –               | –               | –               | –               |
| Босанци и Херцеговци | 73 (0,452%)     | –               | –               | –               | –               |
| Остали               | 50 (0,309%)     | 439 (3,675%)    | 81 (1,018%)     | 54 (0,995%)     | 17 (0,423%)     |
| Албанци              | 26 (0,161%)     | –               | 14 (0,176%)     | 14 (0,258%)     | 8 (0,199%)      |
| Турци                | 12 (0,074%)     | –               | –               | –               | –               |
| Непознато            | 9 (0,056%)      | –               | –               | –               | –               |
| Југословени          | 7 (0,043%)      | 1 276 (10,68%)  | 1 113 (13,99%)  | 61 (1,124%)     | 254 (6,315%)    |
| Црногорци            | 2 (0,012%)      | –               | 36 (0,452%)     | 36 (0,663%)     | 1 (0,025%)      |
| Словенци             | 2 (0,012%)      | –               | 9 (0,113%)      | 5 (0,092%)      | 22 (0,547%)     |
| Мађари               | –               | –               | 2 (0,025%)      | 6 (0,111%)      | 2 (0,050%)      |
| Македонци            | –               | –               | 1 (0,013%)      | –               | 2 (0,050%)      |

1. 1 На пописима од 1971. до 1991. Бошњаци су пописивани углавном као Муслимани.